# Дюнер, Нильс Кристофер
Нильс Кристофер Дюнер (швед. Nils Christofer Dunér, 21 мая 1839, Billeberga parish — 10 ноября 1914, Стокгольм, Стокгольмское обер-губернаторство или Стокгольм) — шведский астроном. Его родителями были Нильс Дюнер и Петронелла (урождённая Шлютер).

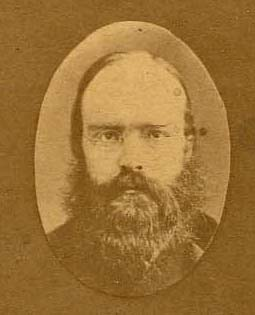
Нильс Дюнер. Фотография 1872 года

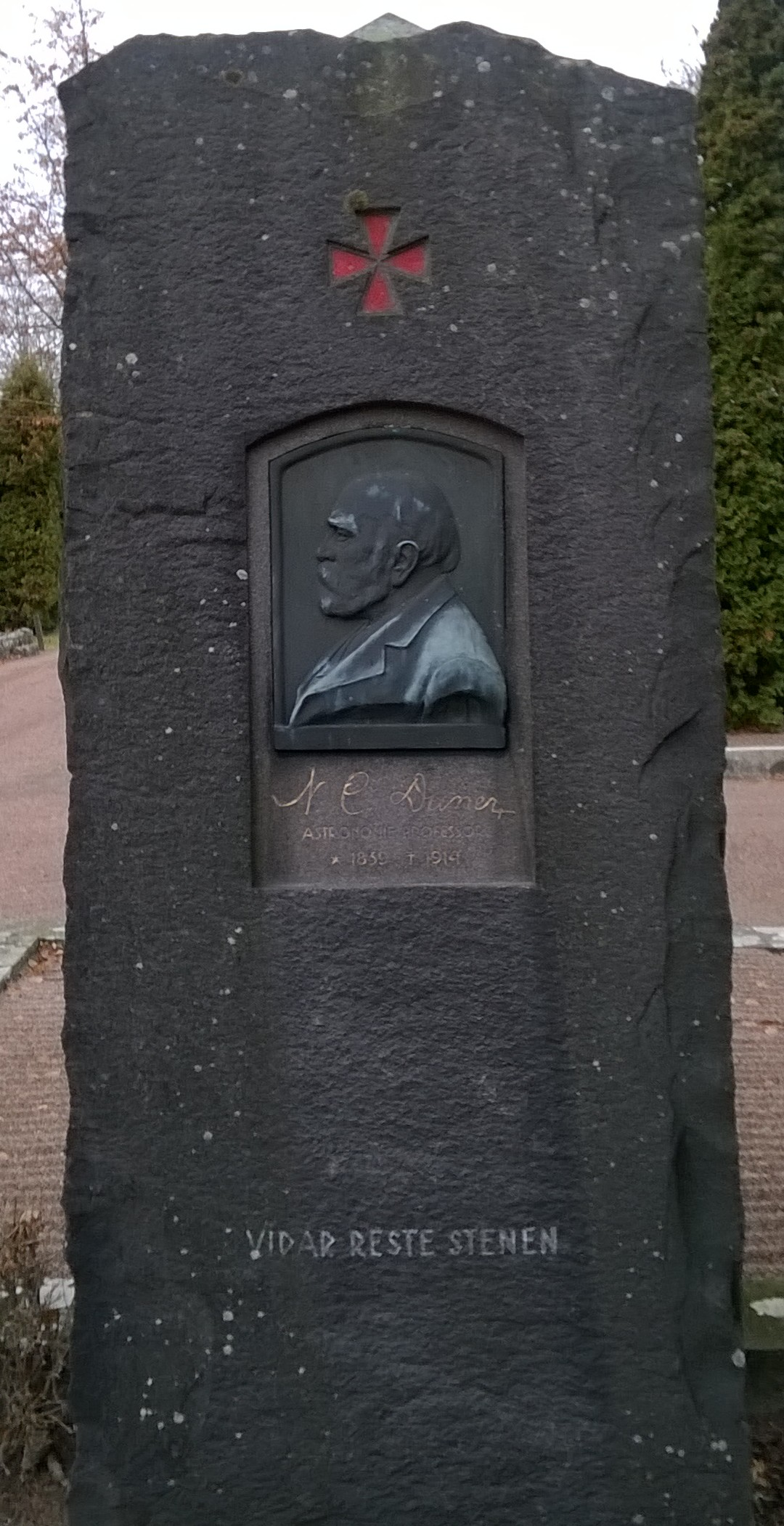
Надгробие Нильса Дюнера на Старом кладбище Уппсалы.

Дюнер получил докторскую степень в Лундском университете в 1862 году, был наблюдателем в обсерватории с 1864 года и профессором астрономии в Уппсальском университете с 1888 года.
В 1863 году Дюнер был одним из основателей Немецкого астрономического общества. В 1861 и 1864 годах он принял участие в двух арктических экспедициях на Шпицберген.
С 1870-х годов он начал работать в области спектроскопии. Ранее он работал над классической астрономией, небесной механикой и двойными системами. С 1867 по 1875 год он произвёл микрометрические измерения 445 двойных и кратных звезд для расчета движения их компонентов. В 1884 году он опубликовал каталог звёздных спектров (класс III по классификации Фогеля).
Дюнер был членом Шведской королевской академии наук, Королевского физиографического общества в Лунде, Королевского общества наук в Уппсале, а также Прусской и Баварской академий наук.
Он был награждён премией Лаланда в 1887 году и медалью Румфорда в 1892 году. Кратер Дюнер на Луне назван в его честь. На Шпицбергене в его честь названы Дюнерфьеллет на острове Свенскёйа, Дюнербукта на Земле Сэбина и Капп Дюнер, западная точка острова Медвежий.
Дюнер был масоном и кавалером Ордена Карла XIII.

## Труды
- Mesures micrométiques d’étoiles doubles, 1876.
- Sur les étoiles à spectres de la troisième classe, 1884.
- Recherches sur la rotation du Soleil, 1891.
- Handbok i allmän astronomi, 1899.
- Calcul des éléments elliptiques de l’orbite du système stellaire de l’étoile variable Y Cygni, 1900.
- Über die Rotation der Sonne, 1907.